# ポルデノーネ (小惑星)
ポルデノーネ (3896 Pordenone) は、小惑星帯にある小惑星である。
ドイツのアマチュア天文家、ヨハン・M・バウアーが北イタリア、キオーンスの天文台 (Osservatorio di Chions) で発見した。
15世紀生まれのイタリアの画家、イル・ポルデノーネ（本名ジョヴァンニ・アントニオ・ダ・サッキス：1483年頃 – 1539年）から命名された。